# 阿薩巴斯卡山口
阿薩巴斯卡山口（海拔1753公尺）是加拿大落磯山脈的一座高山山口，位於亞伯達省和英屬哥倫比亞省交界處。在皮草貿易時期，它將阿薩巴斯卡河上的賈斯珀莊園與哥倫比亞河上的船營地連接起來。
阿薩巴斯卡山口位於布朗山和麥吉利夫雷山脊之間。它位於黃頭山口以南，豪斯山口以北。
阿薩巴卡斯山口在歷史上首次被提及是在英國探險家大衛·湯普森 (David Thompson)的論文中，一位名叫托馬斯(Thomas)的易洛魁聯盟之居民於1811年向他展示了這條路線。阿薩巴卡斯山口成為魯珀特地和哥倫比亞地區之間皮草貿易路線上的一個主要地點，並於1971年被指定為加拿大國家歷史遺址。